# Gert Bonnier
Gert Bonnier, född 15 november 1890 i Stockholms mosaiska församling, död 11 januari 1961 i Oscars församling, Stockholm, var en svensk genetiker; son till Karl Otto Bonnier och far till bland andra Joakim Bonnier.
Bonnier blev filosofie kandidat vid Stockholms högskola 1913, filosofie licentiat 1916, filosofie doktor 1924, docent i zoologi vid Stockholms högskola samma år, var föreståndare för instituet för husdjursförädling 1928–1949 och professor i genetik vid Stockholms högskola 1936–1958. Han invaldes 1938 som ledamot av Lantbruksakademien, 1939 av Fysiografiska sällskapet i Lund och 1945 av Vetenskapsakademien. Gert Bonnier är begravd på Lidingö kyrkogård.
Bonnier bodde på Alberget 4 på Djurgården i Stockholm.